# Гаральдур Торлейфсон
Гаральдур Інгі «Галлі» Торлейфссон (нар. 1977) — ісландський підприємець, бізнесмен, філантроп і музикант. Засновник компанії Ueno та найкращий ісландський бізнесмен 2019 року. 2021 року продав свою компанію Твіттер, а потім працював у Твіттер до 2023 року.

## Ранні роки
Народився з генетичною хворобою м'язової дистрофії, знаною як дисферлінопатія, тому у 25 років став пересуватися на інвалідному візку. Його батьками були Торлейвюр Гюннлейгссон й Анна Йона Йонсдоттір. 1988 року його мати загинула, а вітчим, актор Йоганн Сігурдарсон, отримав серйозні поранення в автотрощі, яку спричинив п'яний водій.

## Ділова кар'єра
2014 року Гаральдур заснував компанію Ueno, що надавала послуги креативних технологій. 2019 року його названо ісландським бізнесменом року Ісландською асоціацією бізнесу й економістів.
На початку 2021 року Гаральдур продав Ueno Twitter. Згідно з угодою між Twitter і Гаральдуром, більша частина вартості була сплачена як зарплата, щоб максимізувати податок, який він заплатить з продажу Ісландії. Гаральдур заявив, що вирішив платити податки, щоб підтримувати систему шкіл, охорони здоров'я та соціального забезпечення, які допомагали йому та іншим людям із сімей з низьким доходом процвітати. Згідно з угодою, він сплатив другий за величиною податок в Ісландії у 2021 році.
У березні 2021 року Гаральдур допоміг запустити проєкт «Ramp Up Reykjavík», спільне підприємство місцевих компаній, профспілок, урядових міністерств, асоціацій, банків і міських чиновників з наміром допомогти місцевим підприємствам встановити пандуси для інвалідних візків, щоб покращити доступність для людей з обмеженими можливостями. Після успіху проєкту розпочали новий проєкт під назвою «Ramp Up Iceland» мета якого встановити 1000 пандусів в Ісландії. Після швидкого облаштування 300 пандусів мету проєкту підвищили у листопаді 2022 року до 1500 пандусів до 2026 року. У грудні 2022 року він був названий людиною року в Ісландії за версією RÚV, національного мовника Ісландії, а також «Morgunblaðið» і Vísir.is.
У лютому 2023 року, попри те, що Гаральдур був у списку «не звільняти», його звільнили з Twitter після чергового скорочення штату, хоча він не отримав підтвердження. Після спілкування з Ілоном Маском у твіттері у березні 2023 року, де Маск «тролив» його, Гаральдур отримав підтвердження з відділу кадрів про його звільнення. Після повідомлення Маска у твіттері про те, що Гаральдур не працював там і використовував свою інвалідність як виправдання, Гаральдур відповів у серії твіттів, у яких висвітлював свій стан здоровʼя, критикуючи Маска. Пізніше Маск перепросив за своє «нерозуміння ситуації» після відеодзвінка з Гаральдуром і заявив, що розглядається можливість залишити його в компанії.

## Музична кар'єра
У листопаді 2022 року під сценічним псевдонімом Önnu Jónu Son Гаральдур виступив з дебютним концертом на музичному фестивалі Iceland Airwaves. 9 березня 2023 року випустив свою першу пісню та кліп «Almost over you» з альбому «The Radio Won't Let Me Sleep».